# АЕС Шидаовань
Атомна електростанція Шидаовань (спрощ.: 石岛湾核电站; кит. трад.: 石島灣核電廠; піньїнь: Shídǎo wān hédiàn chǎng) — атомна електростанція в провінції Шаньдун, Китай. Ділянка розташована поблизу села Сіцяньцзя в районі Нінцзінь, Жунчен, Вейхай, Шаньдун. Станція збудована приблизно за 23 кілометри на південь від міста Жунчен, за 14 кілометрів на північний захід від Шидао та за 68 кілометрів на південний схід від міста Вейхай.
Станція має перші у світі ядерні реактори четвертого покоління: HTR-PM, концепція високотемпературного газоохолоджуваного реактора (HTGR) (36°58′45″ пн. ш. 122°31′50″ сх. д. / 36.97917° пн. ш. 122.53056° сх. д.). Зрештою станція матиме десять блоків цього типу потужністю 210 МВт (мегават електричних). Кожен блок складається з двох реакторів HTR-PM, що приводять у рух одну парову турбіну потужністю 210 МВт.
На станції також будуються два реактори з водою під тиском CAP1400 потужністю 1500 МВт (36°57′56″ пн. ш. 122°31′12″ сх. д. / 36.96556° пн. ш. 122.52000° сх. д.), проєкт, заснований на AP1000, спільно розробленому Westinghouse і China's State Nuclear Power Technology. Корпорація (SNPTC).
АЕС Шидаовань є спільним підприємством China Huaneng Group, China Nuclear Engineering & Construction Group та Університету Цінхуа. Загальні інвестиції в 100 мільярдів юанів (15,7 мільярда доларів США) і 20-річний план будівництва роблять його одним із великих ядерних проєктів Китаю.

## Інформація про реактори
| Блок           | Тип / Модель   | Чиста потужність | Валова потужність | Термічна потужність | Початок будівництва | Перша критичність | Підключення до мережі | Комерційна експлуатація | Зауваження  |
| -------------- | -------------- | ---------------- | ----------------- | ------------------- | ------------------- | ----------------- | --------------------- | ----------------------- | ----------- |
| Шидаовань I    | HTGR / HTR-PM  | 200 МВт          | 211 МВт           | 250+250 МВт         | 9 грудня 2012       | 12 вересня 2021   | 20 грудня 2021        | 6 грудня 2023           | [ 4 ] [ 5 ] |
| Шидаовань II-1 | PWR / CAP-1400 | 1500 МВт         | 1550 МВт          | 4040 МВт            | 19 червня 2019      |                   | 4 листопада 2024      |                         |             |
| Шидаовань II-2 | PWR / CAP-1400 | 1500 МВт         | 1550 МВт          | 4040 МВт            | 21 квітня 2020      |                   | 2025                  |                         |             |
| Шидаовань II-3 | PWR / HPR-1000 | 1134 МВт         | 1225 МВт          | 3180 МВт            | 28 липня 2024       |                   |                       | 2029                    | [ 9 ]       |